# ليو ون
 ليو ون  (صينية مبسطة: 刘雯; صينية تقليدية: 劉雯; بينيين:لو ون؛ مواليد 27 يناير 1988 في يونغتشو) عارضة أزياء صينية.

## نشأتها
ولدت الطفلة الوحيد ليو ون لعائلة من الطبقة العاملة في 27 يناير 1988 ، في يونغتشو، هونان. في سنوات المراهقة، شجعتها والدتها على الاحتراف، ودخول مسابقة عارضات الأزياء، مما أدى إلى اكتشاف ليو. خططت ليو في الأصل للعمل كمرشدة سياحية.

## روابط خارجية
- ليو ون على موقع IMDb (الإنجليزية)
- ليو ون على موقع دليل عارضات الأزياء (الإنجليزية)
- ليو ون  على فيسبوك.
- LiuWenLWعلى تويتر.
- ليو ون على إنستغرام
- ليو ون على سينا ويبو.
- Liu Wen at Chinese Sirens